# Samarra (distrito)
O distrito de Samarra (em árabe: قضاء سامراء) é um distrito da província de Saladino, no Iraque. A sua capital é Samarra.